# Luděk Vimr
Luděk Vimr (5. července 1921, Králův Dvůr u Berouna – 9. listopadu 2005, Praha) byl český malíř, grafik a ilustrátor. Vystudoval pražskou UMPRUM, absolvoval v ateliéru prof. Františka Muziky. Ilustroval více než 40 titulů, pracoval především s dětskou knihou a učebnicí. Spolupracoval v prvé řadě s nakladatelstvím Albatros.

## Ocenění
- 1963 cena NDR – Jurij Brězan: Jak šel slon na houby
- 1975 čestné uznání – Nejkrásnější kniha roku – Julian Tuwim: Zázraky a divy
- 1993 Zlatá stuha – Ludvík Středa: Slonům vstup zakázán (Albatros, 1993)

## Výbor z díla
- František Kábele: Brousek pro tvůj jazýček, SNDK 1961; dodnes vydává Albatros
- Gianni Rodari: Pohádky po telefonu, Albatros 1983
- Vladimir Majakovskij: Zvěřinec, Albatros 1972
- Kenneth Grahame: Žabákova dobrodružství, Albatros 1987
- Pavel Šrut: Tři prasátka, Albatros 1986

Ilustroval též několik dětských knížek napsaných malířkou a básnířkou, jeho manželkou Alenou Málkovou-Vimrovou, jako např.:
- Alena Málková: Hop přes řádky se zvířátky, Olympia, 1971
- Alena Málková: Říkadla z klokaní kapsy, Albatros, 1988
- Alena Málková: Říkadla z klokaní kapsy, Albatros, 1988

### ŘíkankaLapkové
V září 1969 zveřejnil dětský časopis Mateřídouška spolu s dalšími verši Jiřího Pištory (1932 - 1970) také jeho básničku/říkadlo Lapkové. Její skrytě antiokupační význam (proti okupaci vojsk SSSR a dalších států Varšavské smlouvy) zvýrazněný ilustrací Luďka Vimra, vyvolal reakci komunistických státních orgánů. O případu psalo Rudé právo v článku Ideje z Mateřídoušky.

Lapkové
Žije, žije ve stepi jeden v suché otepi.
Druhý v láptích pod pařezem, třetí v díře mezi bezem.
Ať si jsou, tam kde jsou. Ať sem na nás nelezou.